# 서울원묵초등학교
서울원묵초등학교(서울元墨初等學校)는 대한민국 서울특별시 중랑구 숙선옹주로 109 (묵동)에 있는 초등학교다.

## 학교 연혁
- 1995년 6월 5일 설립인가
- 1995년 11월 10일 개교(14학급 편성), 초대 김광정 교장 부임
- 1996년 2월 16일 제1회 졸업식(7명)
- 1996년 3월 1일 현재 교명으로 변경
- 2017년 2월 15일 제22회 졸업식(180명)
- 2017년 3월 1일 47학급 편성
- 2017년 3월 1일 서울형 혁신학교 지정, 이화여대 교육실습협력학교 운영
- 2025년 11월 10일 개교 30주년

## 참고 자료
- 서울원묵초등학교 - 한국교육학술정보원 학교알리미